# Redland (Maryland)
Redland és una concentració de població designada pel cens dels Estats Units a l'estat de Maryland. Segons el cens del 2000 tenia 16.998 habitants.

## Demografia
Segons el cens del 2000, Redland tenia 16.998 habitants, 5.272 habitatges, i 4.423 famílies. La densitat de població era de 955,3 habitants per km².
Dels 5.272 habitatges en un 44,8% hi vivien nens de menys de 18 anys, en un 68,3% hi vivien parelles casades, en un 11,6% dones solteres, i en un 16,1% no eren unitats familiars. En l'11,3% dels habitatges hi vivien persones soles el 2,6% de les quals corresponia a persones de 65 anys o més que vivien soles. El nombre mitjà de persones vivint en cada habitatge era de 3,22 i el nombre mitjà de persones que vivien en cada família era de 3,46.
Per edats la població es repartia de la següent manera: un 29,7% tenia menys de 18 anys, un 7,8% entre 18 i 24, un 30,2% entre 25 i 44, un 25,8% de 45 a 60 i un 6,6% 65 anys o més.
L'edat mediana era de 35 anys. Per cada 100 dones de 18 o més anys hi havia 95,2 homes.
La renda mediana per habitatge era de 80.821 $ i la renda mediana per família de 82.146 $. Els homes tenien una renda mediana de 52.776 $ mentre que les dones 37.482 $. La renda per capita de la població era de 27.542 $. Entorn del 4% de les famílies i el 5,4% de la població estaven per davall del llindar de pobresa.

## Poblacions properes
El següent diagrama mostra les poblacions més properes.